# 5561 Iguchi
5561 Iguchi (1991 QD) là một tiểu hành tinh vành đai chính được phát hiện ngày 17 tháng 8 năm 1991 bởi Otomo, S. ở Kiyosato.